# Nez cassé
Pour plus de détails, voir Fiche technique et Distribution.
Nez cassé (짝코, Jjagko) est un film sud-coréen réalisé par Im Kwon-taek, sorti en 1980.

## Synopsis
Jjagko est un rebelle communiste pourchassé par le policier Song Ki-yol depuis la guerre de Corée, soit pendant trente ans. Ils se retrouvent par hasard dans un hospice pour vieillards, où Jjagko, malade, est hébergé sous une fausse identité.
Song veut toujours l'arrêter. Jjakgo finit par admettre son identité et fait accepte de s'enfuir dans quelques jours avec Song afin d'aider celui-ci à se disculper, car il a été accusé à tort d'avoir laissé fuir Jjagko contre de l'argent pendant la guerre de Corée.
En attendant, l'un comme l'autre se souviennent du passé et de cette poursuite inlassable pendant laquelle Song, à plusieurs reprises, a failli retrouver son ennemi.
Un soir les deux hommes s'échappent de l'hospice et prennent un train, mais Jjagko s'effondre, épuisé ou peut-être mort, contre Song.

## Fiche technique
- Titre : Nez cassé
- Titre original : 짝코 (Jagko)
- Titre anglais : Mismatched Nose ou Pursuite of Death
- Réalisation : Im Kwon-taek
- Scénario : Song Kil-han
- Pays d'origine : Corée du Sud
- Format : Couleurs - 35 mm - Mono
- Genre : drame
- Durée : 110 minutes
- Date de sortie : 1980

## Distribution
- Kim Hui-ra : Baek Kong-san surnommé Jagko (Nez cassé)
- Choi Yun-seok : Song Ki-yol
- Bang Hie :
- Kim Jeong-ran :
- Park Ae-na :